# پیج مدن
پیج مدن (انگلیسی: Paige Madden؛ زادهٔ ۲۲ اکتبر ۱۹۹۸) شناگر اهل ایالات متحده آمریکا است.
وی در مسابقات کشوری و بین‌المللی در مجموع برندهٔ ۱ مدال طلا، ۲ مدال نقره، ۱ مدال برنز شده‌است.